# Дешют-Рівер-Вудс (Орегон)
Дешют-Рівер-Вудс (англ. Deschutes River Woods) — переписна місцевість (CDP) в США, в окрузі Дешутс штату Орегон. Населення — 5532 особи (2020).

## Географія
Дешют-Рівер-Вудс розташований за координатами 43°59′15″ пн. ш. 121°21′33″ зх. д. / 43.98750° пн. ш. 121.35917° зх. д. (43.987447, -121.359101).  За даними Бюро перепису населення США в 2010 році переписна місцевість мала площу 15,60 км², з яких 15,44 км² — суходіл та 0,16 км² — водойми.

## Демографія
Згідно з переписом 2010 року, у переписній місцевості мешкало 5077 осіб у 1905 домогосподарствах у складі 1382 родин. Густота населення становила 325 осіб/км².  Було 2072 помешкання (133/км²).
Расовий склад населення:
| - 93,7 % — білих - 1,1 % — корінних американців - 0,4 % — чорних або афроамериканців - 0,3 % — азіатів - 0,1 % — вихідців з тихоокеанських островів - 1,9 % — осіб інших рас |

До двох чи більше рас належало 2,6 %. Частка іспаномовних становила 6,1 % від усіх жителів.
За віковим діапазоном населення розподілялося таким чином: 24,4 % — особи молодші 18 років, 67,1 % — особи у віці 18—64 років, 8,5 % — особи у віці 65 років та старші. Медіана віку мешканця становила 39,8 року. На 100 осіб жіночої статі у переписній місцевості припадало 107,0 чоловіків;  на 100 жінок у віці від 18 років та старших — 108,2 чоловіків також старших 18 років.
Середній дохід на одне домашнє господарство  становив 56 044 долари США (медіана — 50 446), а середній дохід на одну сім'ю — 61 139 доларів (медіана — 57 443). Медіана доходів становила 38 611 долар для чоловіків та 37 024 долари для жінок. За межею бідності перебувало 12,9 % осіб, у тому числі 8,4 % дітей у віці до 18 років та 16,2 % осіб у віці 65 років та старших.
Цивільне працевлаштоване населення становило 2516 осіб. Основні галузі зайнятості: роздрібна торгівля — 15,2 %, освіта, охорона здоров'я та соціальна допомога — 14,7 %, науковці, спеціалісти, менеджери — 12,3 %, мистецтво, розваги та відпочинок — 11,1 %.